# 科爾皮諾
59°45′N 30°36′E / 59.750°N 30.600°E

科爾皮諾在聖彼得堡直轄市中的位置

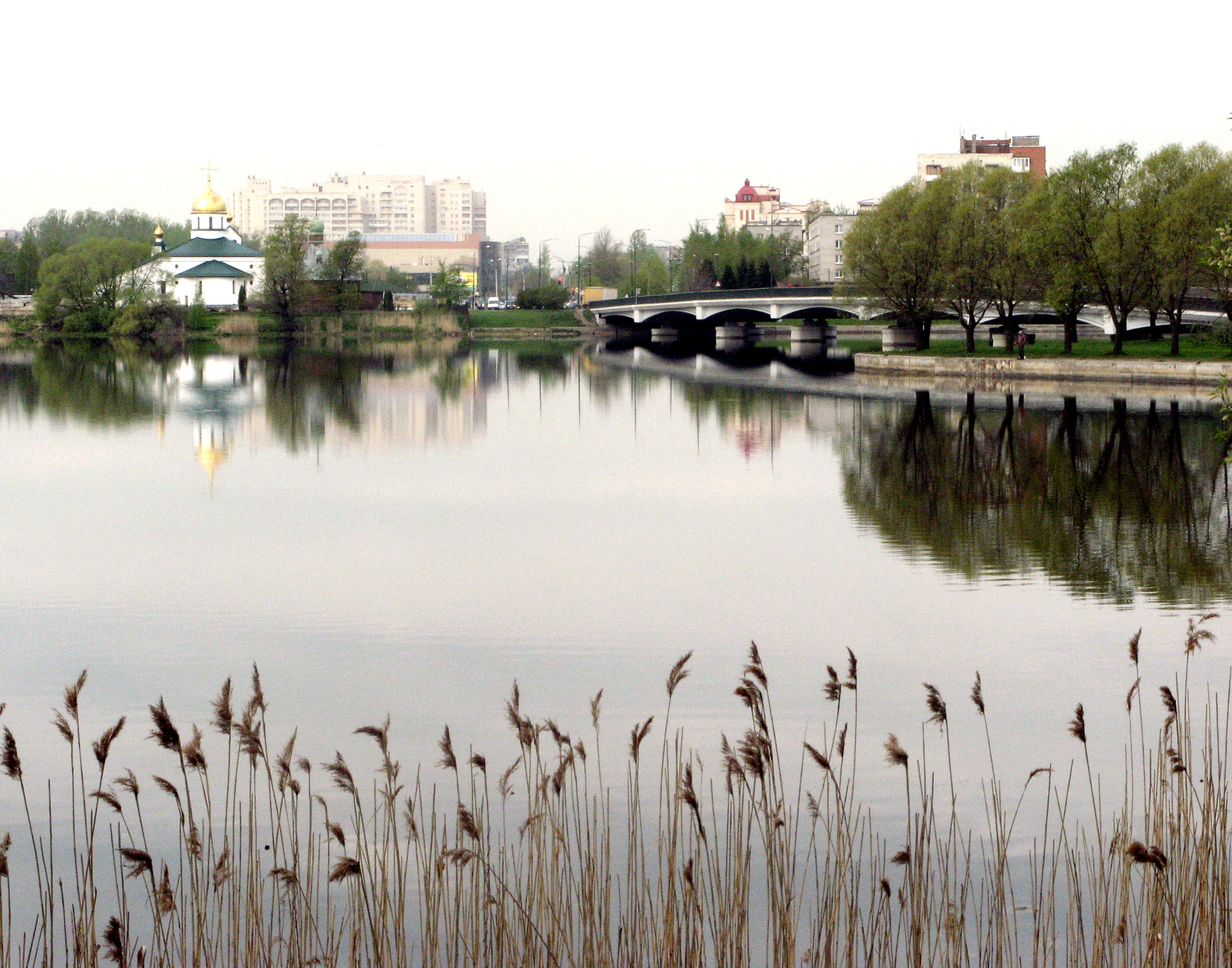
三一大教堂，伊佐拉河，和河上的橋樑

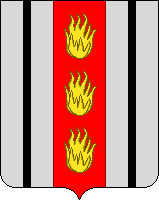
新市徽

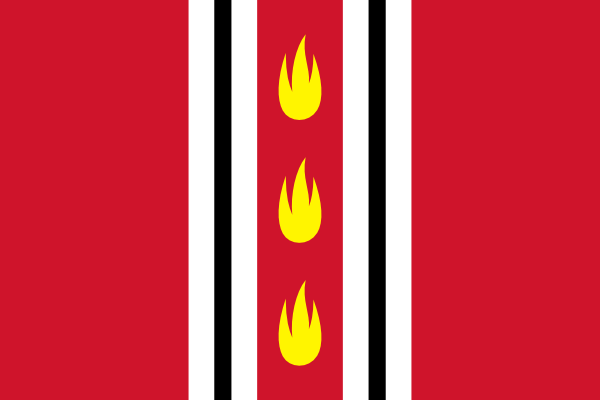
市旗

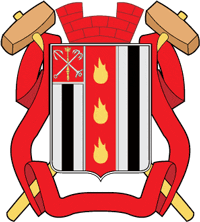
科爾皮諾舊市徽(1981)

科爾皮諾（俄語：Ко́лпино，羅馬化：Kolpino）是俄羅斯聖彼得堡直轄市科爾皮諾區下轄的一座城市，位於市中心東南的伊佐拉河（涅瓦河的支流）畔，東南距聖彼得堡26km。2010年人口138,013人；2002年136,632人；1972年81,000人；1897年8,076人。
科爾皮諾建於1722年，並于1912年設市。傳統上是一個鐵工業城市，曾是主要的俄羅斯皇室所屬的鋼鐵廠之一。亦曾為俄羅斯海軍的鑄鐵廠。今有伊佐拉造船廠，本市很多人工作於此。每年的5月22日均會有大量的朝聖者前往本市的三一大教堂朝覲聖尼古拉的聖像。
隨著苏德战争的開始科爾皮諾市民們組成了民兵的一部份，1941年8月24日至9月4日之間，工人們組成了伊佐拉營。因前線就在科爾皮諾附近，該城便暴露在敵軍炮火之下（至1944年，科爾皮諾的房屋從2183座減少至327座）。科爾皮諾附近地區及其主幹道遭受了140,939發子彈及436枚空投彈的火力。據不完全統計，戰爭中因炮彈或飢餓而喪生的人有4,600人，且不計陣亡于前線者。至1944年1月1日科爾皮諾僅剩下2196名居民。隨著戰爭的結束，撤離及參軍者漸漸返回。至1945年1月1日，人口達7404人，下一年則達到了8914人。
在一幢新住宅樓的建設中，科爾皮諾發現了大量墓葬，共埋有888名紅軍官兵，他們殁于1941年。該墓葬位於Very Slutskoy街道上。

## 姐妹城市
- 芬蘭勞馬
- 中華人民共和國淮南市

## 外部連結
- 科爾皮諾政府官網